# Stora Hammars distrikt
Stora Hammars distrikt är ett distrikt i Vellinge kommun och Skåne län. 
Distriktet ligger sydväst om Vellinge. 

## Tidigare administrativ tillhörighet
Distriktet inrättades 2016 och utgörs av socknen Stora Hammar i Vellinge kommun
Området motsvarar den omfattning Stora Hammars församling hade 1999/2000.